# Bundesautobahn 67
Pour les articles homonymes, voir A67.
La Bundesautobahn 67 (ou BAB 67, A 67 ou Autobahn 67) est une autoroute mesurant 65 kilomètres.